# Sokolivka, Nova Ușîțea
Sokolivka (în ucraineană Соколівка) este un sat în comuna Pîlîpî-Hrebtiivski din raionul Nova Ușîțea, regiunea Hmelnîțkîi, Ucraina.

## Demografie
Componența lingvistică a localității Sokolivka
     Rusă (94,12%)
     Ucraineană (5,88%)
Conform recensământului din 2001, majoritatea populației localității Sokolivka era vorbitoare de rusă (94,12%), existând în minoritate și vorbitori de ucraineană (5,88%).